# Bismut-209
Bismut-209 of 209Bi is een zeer langlevende radioactieve isotoop van bismut, een hoofdgroepmetaal. 
Bismut-209 kan ontstaan door radioactief verval van lood-209, polonium-209 of astaat-213.
{\displaystyle {\ce {{^{209}_{82}Pb}->{^{209}_{83}Bi}+{e^{-}}+{\bar {\nu }}_{e}}}}
{\displaystyle {\ce {{^{209}_{84}Po}->{^{209}_{83}Bi}+{e^{+}}+{\nu }_{e}}}}
{\displaystyle {\ce {{^{213}_{85}At}->{^{209}_{83}Bi}+\,_{2}^{4}\alpha }}}

## Radioactief verval
Bismut-209 vervalt tot de stabiele isotoop thallium-205, onder uitzending van alfastraling:
{\displaystyle {\ce {{^{209}_{83}Bi}->{^{205}_{81}Tl}+\,_{2}^{4}\alpha }}}
Lange tijd werd gedacht dat bismut een volledig stabiel element was. Het radioactief verval van bismut-209 werd in 2003 aangetoond door een team van Franse wetenschappers, met behulp van speciale detectoren die tot op 0,02 K werden gekoeld.
Omdat de halveringstijd (19 triljoen jaar) ongeveer een miljard maal groter is dan de geschatte leeftijd van het universum, kan deze isotoop in de praktijk als stabiel worden beschouwd. 
Omdat dit de enige op Aarde voorkomende isotoop van het element is, is bismut een mononuclidisch element.
184Bi · 184mBi · 185Bi · 185mBi · 186Bi · 186mBi · 187Bi · 187m1Bi · 187m2Bi · 188Bi · 188mBi · 189Bi · 189m1Bi · 189m2Bi · 190Bi · 190m1Bi · 190m2Bi · 191Bi · 191mBi · 192Bi · 192mBi · 193Bi · 193mBi · 194Bi · 194m1Bi · 194m2Bi · 195Bi · 195m1Bi · 195m2Bi · 196Bi · 196m1Bi · 196m2Bi · 197Bi · 197m1Bi · 197m2Bi · 197m3Bi · 197m4Bi · 197m5Bi · 198Bi · 198m1Bi · 198m2Bi · 199Bi · 199m1Bi · 199m2Bi · 199m3Bi · 200Bi · 200m1Bi · 200m2Bi · 201Bi · 201m1Bi · 201m2Bi · 201m3Bi · 201m4Bi · 202Bi · 202m1Bi · 202m2Bi · 203Bi · 203m1Bi · 203m2Bi · 204Bi · 204m1Bi · 204m2Bi · 205Bi · 206Bi · 206m1Bi · 206m2Bi · 207Bi · 207mBi · 208Bi · 208mBi · 209Bi · 210Bi · 210mBi · 211Bi · 211mBi · 212Bi · 212m1Bi · 212m2Bi · 213Bi · 214Bi · 215Bi · 215mBi · 216Bi · 217Bi · 218Bi · 219Bi · 220Bi · 221Bi · 222Bi · 223Bi · 224Bi